# Muzeum Książąt Lubomirskich
Muzeum Książąt Lubomirskich – muzeum sztuki we Wrocławiu, oddział Zakładu Narodowego im. Ossolińskich, założone w 1823 we Lwowie, w 1939 zagrabione przez Związek Radziecki (form. przez Ukraińską SRR) restytuowane w 1995 we Wrocławiu; gromadzi dzieła sztuki i pamiątki historyczne związane z dziejami narodu polskiego.

## Zbiory
Muzeum Książąt Lubomirskich składa się z Działu Sztuki oraz Działu Numizmatycznego, których zbiory liczą łącznie niemal 319 tysięcy jednostek (stan na kwiecień 2021 r.). Profil gromadzenia obejmuje obiekty tematycznie związane głównie z historią Polski, szczególnie dawnych Kresów Wschodnich, m.in. Lwowa. Do jego najcenniejszych zbiorów należy wyjątkowa kolekcja rysunków mistrzów europejskich XV–XIX w. (w tym największy w Polsce zbiór rysunków Rembrandta) oraz jedna z najbardziej znaczących i najzasobniejszych w naszym kraju kolekcji numizmatycznych, zawierająca m.in. monety polskie, obce i antyczne.

## Historia

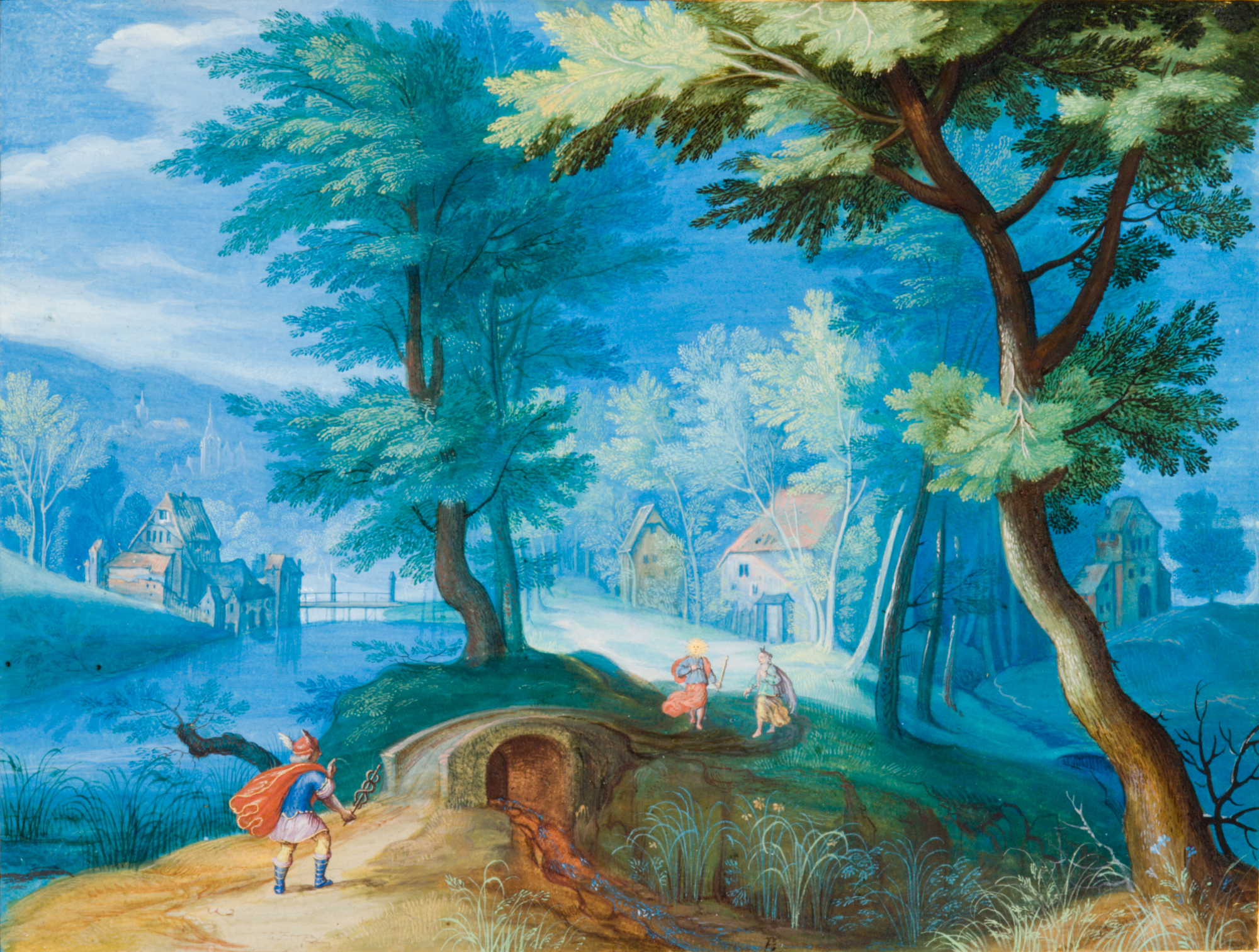
Jan Brueghel – Krajobraz z Hermesem, Heliosem i Selene

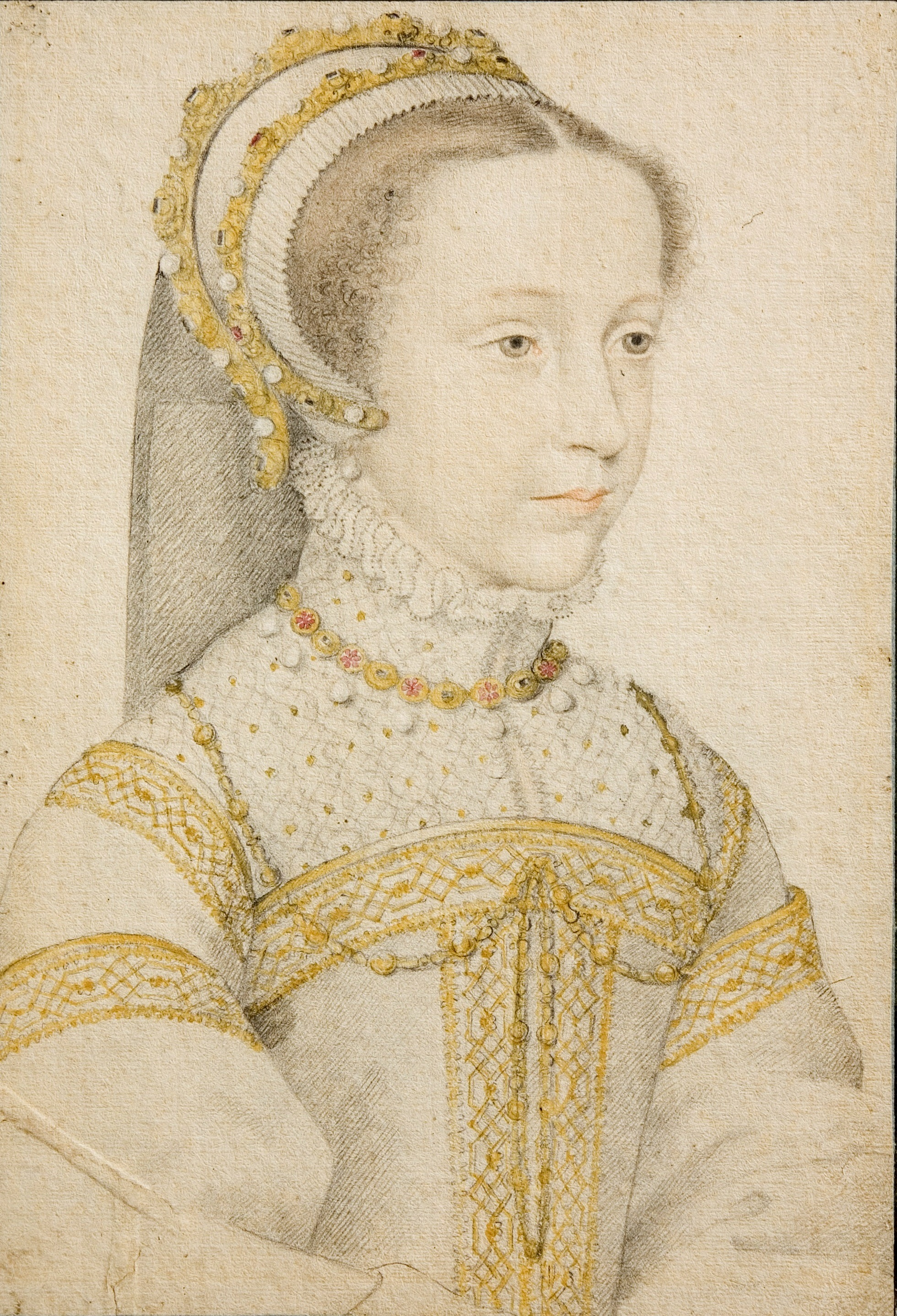
François Clouet, Portret Marii Stuart

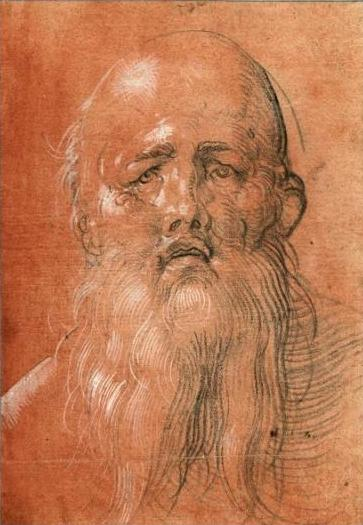
Albrecht Dürer, Głowa brodatego mężczyzny

### Pierwsze lata: 1823-1869
Dzieje Muzeum Książąt Lubomirskich rozpoczyna umowa zawarta dnia 25 grudnia 1823 pomiędzy Józefem Maksymilianem Ossolińskim – fundatorem Zakładu Narodowego im. Ossolińskich, a księciem Henrykiem Lubomirskim – koneserem sztuki, o połączeniu kolekcji dzieł sztuki Ossolińskiego i Lubomirskiego. Umowa ta zabezpieczyła byt nowopowstającego Ossolineum poprzez utworzenie m.in. dziedzicznej funkcji zarządcy, czyli kuratora literackiego, którym został Henryk Lubomirski, a po nim jego następcy (przyszli ordynaci przeworscy – syn Jerzy i wnuk Andrzej). Obie strony wyrażały wolę połączenia swoich zbiorów, a Lubomirski zobowiązał się do sfinansowania budowy części gmachu Ossolineum – „część ta i zawarte w niej przedmioty nosić będą na wieczne czasy imię: Musaei Lubomirsciani”, czyli Muzeum Lubomirskich. Mimo licznych przeszkód ze strony władz, do Ossolineum napływały przeznaczone dla Muzeum dary (m.in. rysunki z kolekcji hr. Ignacego Skarbka i Karola Kühnla). Gmach mieszczący Zakład Narodowy im. Ossolińskich, stanowiący także siedzibę Muzeum Lubomirskich, pierwotnie pełnił funkcję klasztoru karmelitanek trzewiczkowych i kościoła św. Agnieszki. Przed ich nabyciem przez Ossolińskiego w 16 sierpnia 1817 r. stał opustoszały przez kilkanaście lat. Ich remont i przebudowa przeciągnęły się aż do połowy XIX w. Plan rozbudowy tego kompleksu przygotował i przez pewien czas realizował m.in. Józef Bem. W latach 1844–1847 r. wzniesiono lewe skrzydło budynku i właśnie tu w 1870 r. umieszczono Muzeum Lubomirskich. W 1866 syn Henryka Lubomirskiego, Jerzy Henryk Lubomirski ustanowił Ordynację Przeworską Książąt Lubomirskich związaną z Zakładem Narodowym, co było warunkiem utworzenia Muzeum. W pierwszym okresie funkcjonowania Muzeum koncentrowano się na przewożeniu do Lwowa darów Ossolińskiego i Lubomirskiego, tworzeniu spisów (Jan Gwalbert Pawlikowski, Ignacy Łoś) i inwentarzy, poddawaniu konserwacji wybranych obrazów (np. Portret Katarzyny Starzeńskiej François Gérarda) oraz rozwiązywaniu problemów lokalowych. Z czasem przekazy zaczęły wzbogacać i poszerzać kolekcje MKL. Chodzi m.in. o rysunki autorów zachodnioeuropejskich (dar hrabiego Ignacego Skarbka, 1842, Karola Kühnla, 1868, Henryka Lubomirskiego, 1869). Ta ostatnia donacja obejmowała wyjątkowo cenne rysunki Rembrandta czy Albrechta Dürera. Zbiór monet wzbogaciły dary Adama Junoszy Rościszewskiego, Zenona Krzeczunowicza, hrabiego Ignacego Krasickiego czy Andrzeja Potockiego, a także obiekty pochodzące z odkryć archeologicznych z Galicji Wschodniej. Na kompletność tego zbioru wpłynął specjalny przywilej ułatwiający Muzeum Lubomirskich nabywanie monet we Lwowskim Urzędzie Menniczym. Zbiór grafik ulegał systematycznemu powiększeniu po uchwaleniu w 1854 r. obowiązku przekazywania Ossolineum egzemplarza wszystkich druków, rycin i litografii drukowanych w okręgach lwowskim i krakowskim. W połowie wieku do ZNiO napłynęły pierwsze dary fotograficzne, a w latach 1868–1969 – zasobny przekaz Franciszka Piekosińskiego, obejmujący ok. 600 metalowych kopii pieczęci z okresu od XII do XIX w. Nie udało się wówczas pozyskać depozytu cennej kolekcji obrazów Łukasza Dąmskiego. Ossolineum stało się jej właścicielem dopiero w 1929 r. (choć na skutek braku miejsca we Lwowie pozostała ona w Rzeszowie).
Angażowano się także w organizację wystaw czasowych. Pierwsza z nich, poświęcona malarstwu polskiemu, powstała w 1847 r. z inicjatywy Agenora Gołuchowskiego. Najbardziej znaczącą wtedy stanowiła „Wystawa starożytnicza lwowska” (1861 r.), której Ossolineum było pomysłodawcą. Z kolei w 1894 r. dyrektor ZNiO Wojciech Kętrzyński zorganizował w ramach Wystawy Powszechnej pierwszą w Zakładzie Narodowym im. Ossolińskich ekspozycję numizmatyczną. Od 1864 r., mimo braku wystawy stałej, zbiory muzealne były regularnie udostępniane zwiedzającym dwa razy w tygodniu przez kilka godzin.

### Lata świetności 1870-1940
Utworzenie ordynacji przeworskiej, mianowanie Jerzego Lubomirskiego kuratorem literackim Zakładu Narodowego im. Ossolińskich (1869), a w konsekwencji przewiezienie zbiorów Lubomirskich do Lwowa i umieszczenie ich w wybudowanym lewym skrzydle gmachu Ossolineum, umożliwiło zorganizowanie wystawy stałej. Otwarta w 1870 r. obejmowała:
- Dział Historyczno-Pamiątkowy – ukazywał epoki historyczne zaprezentowane z perspektywy dziejów Polskim poprzez wykorzystanie obiektów z wykopalisk, starożytności egipskich, pamiątek po osobistościach, rzemiosła artystycznego, medalionów, tkanin, biżuterii, dokumentów, dyplomów, rycin, rysunków czy fotografii, a także obrazów i miniatur.
- Galerię Obrazów – gromadziła obrazy o dużej wartości artystycznej (z polskich malarzy: Bacciarelli, Brandt, Fałat, Juliusz i Wojciech Kossakowie, Lampi, Matejko, z pierwszym swoim płótnem i Unią Lubelską, Michałowski, Norblin, Orłowski, Pochwalski, Wyczółkowski, a z obcych:  Canaletto, Gerard, Mengs, Poussin, Vernet, Silvestre, Tycjan) oraz dział rycin, miedziorytów, sztychów, litografii, szkoły niemieckiej, holenderskiej, francuskiej i angielskiej (rysunki dawnych mistrzów m.in. Jana Brueghela, Rembrandta, Rubensa, w tym ponad dwadzieścia oryginalnych rysunków Albrechta Dürera).
- Zbrojownię – uważaną za najbogatszą część w Muzeum. Składały się na nią pochodzące z kolekcji Henryka i Jerzego Lubomirskich m.in. broń biała (szable królewskie, sztylety, jatagany) i palna (m.in. inkrustowane muszkiety z XVII wieku), sztandary, buławy, umundurowanie i inne militaria.

Na korytarzach Muzeum eksponowane były rzeźby. W latach 1918–1922 kustoszem zbiorów był Mieczysław Treter. Opracował on w tym czasie m.in. „Przewodnik po Muzeum”, dokładny spis inwentarzowy zbiorów, dokonał też zasadniczych zmian w rozmieszczeniu i układzie zbiorów biblioteki muzealnej. W 1921 Jan Gwalbert Pawlikowski przekazał Muzeum kolekcję swego dziadka, Gwalberta Pawlikowskiego, zawierającą ponad 25 000 rycin i rysunków, a ponadto bibliotekę, zbiór rękopisów, map, monet i pieczęci. Stała się ona osobnym oddziałem Ossolineum – Biblioteką Pawlikowskich. Od 1924 kierownikiem Muzeum i opiekunem Biblioteki Pawlikowskich był  prof. Mieczysław Gębarowicz.

### Likwidacja Muzeum Lubomirskich. Kalendarium lat 1939–1946
- po wybuchu drugiej wojny światowej: kolekcje z jednej strony zabezpieczano, z drugiej strony, do Ossolineum zaczęły napływać dary i depozyty od osób, które w ten sposób próbowały ocalić swoje zbiory. Grono pracowników zasilili m.in.: Tadeusz Mańkowski, Tadeusz Solski oraz Stanisław Olexiński

- maj 1940 r. – likwidacja Muzeum Lubomirskich. Po zajęciu Lwowa przez wojska sowieckie, Ossolineum zostało upaństwowione, zaś muzeum zlikwidowane, przy czym zbiory grafiki, rysunku i fotografii pozostały w Ossolineum (włączonym do Lwowskiej Filii Biblioteki Akademii Nauk ZSRR), a resztę obiektów  – w celu rozbicia polskich kolekcji artystycznych i zatarcia ich pochodzenia – podzielono między różne polskie instytucje kulturalne przejęte przez władzę bolszewickiej Ukraińskiej SRR (Lwowska Galeria Obrazów, Muzeum Historyczne Miasta Lwowa i Muzeum Przemysłowe), tym samym powodując ich rozproszenie.

- 1940 r. – z pozostałych kolekcji połączonych ze muzealnymi zbiorami graficznymi Biblioteki Pawlikowskich oraz Biblioteki Baworowskich utworzono Oddział Sztuki

- 2 lipca 1941 r. dr Kajetan Müllmann – specjalny komisarz do spraw zabezpieczenia dzieł sztuki w Generalnym Gubernatorstwie, konfiskuje 26 rysunków Albrechta Dürera. Po wojnie pozyskał je syn Andrzeja Lubomirskiego – Jerzy Rafał, a następnie rozsprzedał je bez zgody pozostałych członków rodziny.

- marzec i kwiecień 1944 r. – ewakuacja przez Niemców części zbiorów biblioteczno-muzealnych do Biblioteki Jagiellońskiej (rękopisy, starodruki oraz złote monety i medale, a także rysunki artystów polskich od D do S stanowiące część Biblioteki Pawlikowskich oraz wybrane rysunki mistrzów europejskich z Muzeum Lubomirskich). We wrześniu 1945 r. Niemcy bezprawnie wywożą je do Adelsdorfu na Dolnym Śląsku (dzisiaj wieś Zagrodno koło Złotoryi). Osobnym transportem do Wiśnicza trafia część zbiorów malarskim Muzeum Lubomirskich, m.in. Unia Lubelska Jana Matejki (po wojnie trafia do Muzeum Narodowego w Warszawie, które jako depozyt przekazuje dzieło do Muzeum Narodowego w Lublinie).

- prof. Mieczysław Gębarowicz z pomocą Jana Markensa wysyła do Muzeum Narodowego w Krakowie  44 rysunki dawnych mistrzów, wśród nich dzieła Rembrandta i Dürera (Głowa starca)[3]. Konspiracyjne transporty, prowadzone w oparciu o zaufane osoby (m.in. dominikanów), będą kontynuowane przez Gębarowicza do 1945 r.

- czerwiec 1946 r. – na szczeblu rządowym zapada decyzja o odtworzeniu Biblioteki Ossolineum we Wrocławiu

- lipiec 1946 – miał miejsce pierwszy transport obiektów biblioteczno-muzealnych przekazanych do Wrocławia przez stronę ukraińską. Były to m.in. 74 obrazy z MKL, które trafiły do Muzeum Państwowego (obecne Muzeum Narodowe we Wrocławiu)
- Odnalezione po wojnie w Krakowie  i w Zagrodnie na Dolnym Śląsku eksponaty ze zbiorów Muzeum Lubomirskich oraz część zbiorów artystycznych Biblioteki Pawlikowskich, zostały przekazane do reaktywowanego we Wrocławiu Ossolineum, gdzie stały się zaczątkiem kolekcji Gabinetu Grafiki i Gabinetu Numizmatyczno-Sfragistycznego. Zawierają one obecnie ok. 700 rysunków obcych z kolekcji Henryka Lubomirskiego, Skarbka i częściowo Kühnla; ponad 1600 rysunków ze zbiorów Pawlikowskich z działu oryginalnych prac artystów polskich od litery D do S, bez rysunków Chodowieckiego i Smuglewicza; fragment kolekcji grafiki (sztychy obce po Pinińskim oraz kilkaset rycin polskich z okresu międzywojennego) oraz kolekcję 218 miniatur portretowych. We Lwowie pozostało m.in. malarstwo – w większości w Lwowskiej Galerii Obrazów (obecnie Lwowska Galeria Sztuki) oraz część zbiorów grafiki i rysunku (m.in. zespół rysunków Daniela Chodowieckiego) w obecnej Bibliotece im. Stefanyka.